# Caribisch gebied van het Gemenebest
Het Caribisch gebied van het Gemenebest (Engels: Commonwealth Caribbean) bestaat uit Engelssprekende landen en gebieden in de Cariben die ooit het Caribische deel van het Britse rijk vormden en nu deel uitmaken van het Gemenebest van Naties. De term omvat veel onafhankelijke eilandstaten, Britse overzeese gebiedsdelen en enkele naties op het vasteland en is bedoeld als de vervanger van de oudere term Brits West-Indië. Die werd gebruikt om de Britse koloniën in West-Indië te beschrijven tijdens de dekolonisatie en na de onafhankelijkheid van het Verenigd Koninkrijk.

## Landen en gebieden

### Onafhankelijke eilandstaten
Er zijn tien onafhankelijke eilandstaten binnen het Caribisch gebied van het Gemenebest: 
- Antigua en Barbuda
- Bahama's
- Barbados
- Dominica
- Grenada
- Jamaica
- Saint Kitts en Nevis
- Saint Lucia
- Saint Vincent en de Grenadines
- Trinidad en Tobago

### Onafhankelijke landen op het vasteland
Er zijn twee onafhankelijke landen op het vasteland van het Caribisch gebied van het Gemenebest:
- Belize
- Guyana

### Britse overzeese gebieden
De term kan ook worden toegepast op Britse overzeese gebiedsdelen (BOT's) in het Caribisch gebied, aangezien deze ook Engelstalig zijn en deel uitmaken van het Verenigd Koninkrijk en het Gemenebest. Er zijn ook andere termen, zoals Britse overzeese gebiedsdelen in het Caribisch gebied, Brits-Caribische gebieden of de oudere term "Brits West-Indië". Er zijn 5 territoria die soms worden omschreven als Commonwealth Caribbean:
- Anguilla
- Kaaimaneilanden
- Britse Maagdeneilanden
- Montserrat
- Turks- en Caicoseilanden